# Oussama Ibn Mounqidh
 (février 2020).
Si vous disposez d'ouvrages ou d'articles de référence ou si vous connaissez des sites web de qualité traitant du thème abordé ici, merci de compléter l'article en donnant les références utiles à sa vérifiabilité et en les liant à la section « Notes et références ».
Usâma ibn Munqidh est un prince syrien de la famille qui tenait le château et la ville de Chayzar sur l'Oronte au XIIe siècle. Il naquit en 1095 à Chayzar et mourut à Damas en 1187.

## Biographie
Sa vie couvre la période vaste des États croisés, entre la prise et la perte de Jérusalem. Il ne quittait sa cité natale que pour des missions à Damas, au Caire, en Irak, où il conduisit des expéditions militaires, avant d'en être banni en 1131 par l'émir, son oncle, qui le jalousait et le craignait. 
Il se mit ainsi au service, tour à tour, des Bourides de Damas, des Zenghides (il se lia notamment d'amitié avec Imad ed-Din Zengi), des Ayyubides, des Fatimides et des Artuqides. Courtisan au Caire, il trempera dans des complots et intrigues de palais, qui conduiront à son bannissement.
Il perdit la majeure partie de sa famille en 1157, lorsqu'un tremblement de terre détruisit Chaizar. Dans un Proche-Orient alors dominé par les croisés et les Turcs (à la suite de la conquête seldjoukide et à la croisade), Chaizar était une des rares places encore aux mains des Arabes.
Au soir de sa vie, il rédigea une autobiographie. L'Itibâr, (L'expérience), un récit d’un intérêt capital pour ces temps en raison de sa spontanéité et de sa sagesse. 
En effet c'est sous forme d’anecdotes qu'il nous fait le récit de ses rapports tantôt pacifiques, tantôt orageux, avec les Francs (nom donné aux croisés, dont la plupart venaient de France, d’Angleterre, d’Allemagne et d’Italie du nord). Il nous brosse un portrait plutôt fouillé de ces derniers. « Quand on est au fait de ce qui touche aux Francs on ne peut qu’exalter et sanctifier le Très-Haut, car on voit en eux des bêtes qui ont la vertu du courage et de l’ardeur guerrière ».
Il est le rapporteur, sinon l’acteur, d'anecdotes célèbres, comme celle où, autorisé à prier dans un oratoire transformé en église, il y est malmené par un chevalier fraichement arrivé, avant que ses amis Templiers ne lui viennent en aide, ou encore l’épisode où les croisés, refusant de se fier au médecin de Chaizar pour soigner l'un des leurs, l'amputent à la hache et provoquent sa mort (rapporté au chapitre VII de l'essai Les Croisades vues par les Arabes d'Amin Maalouf).
Ce fut l'orientaliste Hartwig Derenbourg qui fit connaître en Europe l'œuvre d'Usama ibn Munqidh.